# Todd Nunes
Todd Nunes (* 1979 in Benicia, Kalifornien) ist ein US-amerikanischer Drehbuchautor und Filmregisseur.

## Leben
Bereits als kleiner Junge entwickelte er eine Vorliebe für Horrorfilme. So sah er mit acht Jahren Halloween – Die Nacht des Grauens und blieb auch als Jugendlicher dem Genre treu. Zu seinen Lieblingsregisseuren gehörten John Carpenter, Wes Craven, Quentin Tarantino und Ridley Scott. Bereits in der Highschool begann er Theaterstücke zu schreiben, diese basierten meist auf Horrorfilmen wie Freitag der 13., dem zweiten Teil oder Halloween. Zum Teil durfte er sie sogar aufführen, wobei die Schulverwaltung sie nicht besonders mochte. Mit Highschool-Freunden drehte er seine ersten Amateurfilme.
Nach der High School zog er mit seiner Schwester Ashley Mary Nunes nach Los Angeles, wo er Drehbuch zunächst an der Los Angeles Film School, dann an der University of California, Los Angeles studierte. Seine Schwester, die seine Passion für Horrorfilme teilt, arbeitete derweil an ihrer Schauspielkarriere.
2014 erschien sein Debütfilm Scary Larry. 2014 folgte Santa’s Knocking, der auf einigen Filmfestivals lief und in Horrorkreisen auch wegen seiner zahlreichen Splatter-Effekte recht gut ankam. Derzeit dreht er ein Remake von Don’t Look in the Basement mit dem Titel Death Ward 13.

## Filmografie
- 2007: The Fog Lady (Kurzfilm)
- 2007: Two Brothers (Kurzfilm)
- 2011: Here Comes Santa (Kurzfilm)
- 2014: Scary Larry
- 2015: Santa’s Knocking (All Through the House)